# Euphorbia inarticulata
Euphorbia inarticulata là một loài thực vật có hoa trong họ Đại kích. Loài này được Schweinf. mô tả khoa học đầu tiên năm 1899.